# Pougnadoresse
Pougnadoresse é uma comuna francesa na região administrativa de Occitânia, no departamento de Gard. Estende-se por uma área de 7,65 km². Em 2010 a comuna tinha 251 habitantes (densidade: 32,8 hab./km²).